# Nam Kadding
La Nam Kadding, ou Nam Theun, est un affluent de la rive gauche du fleuve le Mékong coulant entièrement au Laos. 

## Géographie
De 103 km de longueur, elle prend sa source au nord-est de la province de Khammouane, près de la frontière vietnamienne, coule vers le sud-ouest, puis vers le nord-ouest, entre dans la province de Borikhamxay, où elle tourne vers l'ouest, et se jette dans le Mékong à Pak Kadding (confluent de la Kadding), où elle est franchie par la route nationale 13.

### Bassin versant
Avec ses affluents Nam One et Nam Noy, elle a un bassin versant de 2 800 km2. 

## Affluents
- Nam One
- Nam Noy

## Aménagements et écologie

### Barrages
Plusieurs barrages ont été prévus sur son cours. Le plus économiquement viable, le barrage de Nam Theun 2, dans la province de Khammouane, est entré en fonction en 2010.